# Hunerkogel
Hunerkogel är en bergstopp i Österrike.   Den ligger i distriktet Gmunden och förbundslandet Oberösterreich, i den centrala delen av landet, 220 km väster om huvudstaden Wien. Toppen på Hunerkogel är 2 701 meter över havet. Hunerkogel ingår i Dachstein.
Terrängen runt Hunerkogel är bergig norrut, men söderut är den kuperad. Närmaste större samhälle är Schladming, 9,1 km söder om Hunerkogel. 
Trakten runt Hunerkogel består i huvudsak av gräsmarker. Runt Hunerkogel är det ganska glesbefolkat, med 25 invånare per kvadratkilometer.